# Оранжевая зима
«Оранжевая зима» документальный фильм студии AZ Films L.L.C., снятый в 2007 году независимым режиссёром и продюсером документального кино Андреем Загданским. Фильм рассказывает о президентских выборах на Украине в ноябре 2004 года, результат которых, по мнению оппозиции, был фальсифицирован.  Последовавшие вслед за официальными итогами выборов массовые протесты в Киеве стали называть Оранжевой революцией, по аналогии с Бархатной революцией в Чехословакии, и  революцией роз в Грузии. 
В центре фильма однако не политические фигуры, а «майдан» ( в переводе с украинского: «площадь», «собрание», «форум») спонтанно сформировавшаяся общность одетых в оранжевое демонстрантов. После двух с лишних недель интенсивных протестов Верховный суд Украины отменил результаты голосования и назначил новую дату президентских выборов. Оппозиционный кандидат Виктор Ющенко выиграл новый тур голосования и стал президентом Украины. 
Фильм последовательно и детально воссоздает хронологию событий двух критических недель, когда хаос и гражданское неповиновение охватили Киев. Авторский текст к фильму написан известным русским эссеистом Александром Генисом.

## Пресса
«Вдохновляющий», «искренний и эмоциональный документальный рассказ о  захватывающей народной схватке».
Брюс Беннет, «New York Sun» 

"Работающая штука...сжатый и сильный рассказ об эпохальном событии. Фильм ждет большой спрос на мировом телевидении»   
Джо Лейдон, Variety 

«Оранжевая зима» больше чем просто урок истории. Подобно роману Нормана Мейлера «Армия ночи» фильм характеризует политическое движение как живое существо, и описывает его внутренние изменения, словно это протагонист в драме». 
Мэтт Золлер Сейтц,  The New York Times 

«Андрей Загданский […] озадачил «Оранжевой зимой» в жанре пособия для изучающих украинскую историю американских студентов».
Дмитрий Савельев «Время»

## Съемочная группа
- Автор концепции и режиссёр: Андрей Загданский
- Автор текста: Александр Генис
- Операторы: Владимир Гуевский, Игорь Иванов, Павел Казанцев
- Композитор: Александр Гольдштейн
- Продюсеры: Андрей Загданский, Глеб Синявский
- Продолжительность фильма: 72 мин
- Кинокомпания: AZ Films L.L.C.

## Фестивали и награды
- Международный кинофестиваль в Стамбуле, Турция (2012)
- XXVII кинофестиваль «Black Maria» США (2008) - Первый приз жюри.
- Фестиваль документального кино в Сан-Франциско, США (2007)
- Международный кинофестиваль "Контакт", Киев, Украина (2007)
- Международный кинофестиваль «Punto De Vista» Памплона, Испания (2007) - Диплом и приз «Специальное упоминание»